# NGC 7132
NGC 7132 est une galaxie spirale située dans la constellation de Pégase. Sa vitesse par rapport au fond diffus cosmologique est de 7 934 ± 25 km/s, ce qui correspond à une distance de Hubble de 117,0 ± 8,2 Mpc (∼382 millions d'al). NGC 7132 a été découverte par l'astronome américain Lewis Swift en 1884.
À ce jour, une mesure non basée sur le décalage vers le rouge (redshift) donne une distance d'environ 81,900 Mpc (∼267 millions d'al). Cette valeur est nettement à l'extérieur des valeurs de la distance de Hubble. Notons que c'est avec la valeur moyenne des mesures indépendantes, lorsqu'elles existent, que la base de données NASA/IPAC calcule le diamètre d'une galaxie et qu'en conséquence le diamètre de NGC 7132 pourrait être d'environ 49,7 kpc (∼162 000 al) si on utilisait la distance de Hubble pour le calculer.